# Fa strano (Lady Marmalade)
Fa strano (Lady Marmalade) è un singolo della rapper e cantautrice italiana BigMama, in collaborazione con le cantanti italiane Gaia, Sissi e La Niña, pubblicato il 22 marzo 2024 come secondo estratto dal primo album in studio Sangue.

## Descrizione
Si tratta della reinterpretazione dell'omonimo brano scritto da Bob Crewe e Kenny Nolan e pubblicato dal gruppo musicale statunitense Labelle nel 1974. Il brano vede la collaborazione delle cantanti italiane Gaia, Sissi e La Niña, ed è stato presentato per la prima volta durante la gara delle cover al Festival di Sanremo 2024.

## Tracce
Testi e musiche di Bob Crewe e Kenny Nolan.
1. Fa strano (Lady Marmalade) – 3:45